# Lukáš Pazdera
Lukáš Pazdera, né le 6 mars 1987 en République tchèque, est un footballeur tchèque qui évolue au poste d'arrière droit.

## Biographie

### Carrière en club

#### Fastav Zlin
Né en République tchèque, Lukáš Pazdera est formé au FC Fastav Zlín, nommé à l'époque FC Tescoma Zlín. Après avoir évolué dans les catégories de jeunes du club, il fait ses débuts avec les professionnels le 5 août 2007 dans l'élite du football tchèque, lors de la saison 2007-2008, sur la pelouse du 1. FC Brno (0-0). Il s'impose dès sa première saison en équipe première, sans pour autant être toujours titulaire. A l'issue de la saison 2008-2009, le club est relégué, et Pazdera découvre alors l'échelon inférieur. Il inscrit son premier but la saison suivante en deuxième division, le 3 octobre 2009, lors d'une victoire de son équipe face au FK Baník Sokolov (0-2). Lui et son club passent six saisons en deuxième division, avant de remonter après avoir été promu à l'issue de la saison 2014-2015. Le 26 juillet 2015, il marque son premier but en première division, en inscrivant le seul but du match face au Bohemians Prague.

#### Banik Ostrava
Le 4 août 2017, il rejoint le Baník Ostrava, club de première division. Il joue son premier match sous ses nouvelles couleurs le 19 août 2017, face au FK Teplice. Ce jour-là, il est titulaire et s'illustre même en délivrant une passe décisive, lors de cette rencontre qui se solde par un match nul de 3-3. Le 17 mars 2018, il marque son premier but en championnat pour le Banik Ostrava, lors d'une défaite face au Dukla Prague (1-2).

### Fin de carrière
Lukáš Pazdera rejoint le FC Fastav Zlín à l'été 2021 mais joue uniquement avec l'équipe réserve du club. Il rejoint ensuite le FK Luhačovice, qui est son dernier club.

## Statistiques
| Saison                | Club                  | Championnat           | Championnat | Championnat | Coupe(s) nationale(s) | Coupe(s) nationale(s) | Compétition(s) continentale(s) | Compétition(s) continentale(s) | Compétition(s) continentale(s) | Total | Total |
| Saison                | Club                  | Division              | M.          | B.          | M.                    | B.                    | Comp.                          | M.                             | B.                             | M.    | B.    |
| 2007-2008             | Fastav Zlín           | D1                    | 17          | 0           | -                     | -                     | -                              | -                              | -                              | 17    | 0     |
| 2008-2009             | Fastav Zlín           | D1                    | 6           | 0           | -                     | -                     | -                              | -                              | -                              | 6     | 0     |
| 2009-2010             | Fastav Zlín           | D2                    | 16          | 2           | -                     | -                     | -                              | -                              | -                              | 16    | 2     |
| 2010-2011             | Fastav Zlín           | D2                    | 20          | 0           | -                     | -                     | -                              | -                              | -                              | 20    | 0     |
| 2011-2012             | Fastav Zlín           | D2                    | 11          | 0           | -                     | -                     | -                              | -                              | -                              | 11    | 0     |
| 2012-2013             | Fastav Zlín           | D2                    | 21          | 0           | -                     | -                     | -                              | -                              | -                              | 21    | 0     |
| 2013-2014             | Fastav Zlín           | D2                    | 23          | 3           | -                     | -                     | -                              | -                              | -                              | 23    | 3     |
| 2014-2015             | Fastav Zlín           | D2                    | 28          | 1           | 1                     | 0                     | -                              | -                              | -                              | 29    | 1     |
| 2015-2016             | Fastav Zlín           | D1                    | 28          | 1           | 1                     | 0                     | -                              | -                              | -                              | 29    | 1     |
| 2016-2017             | Fastav Zlín           | D1                    | 21          | 0           | 4                     | 0                     | -                              | -                              | -                              | 25    | 0     |
| 2017-2018             | Fastav Zlín           | D1                    | -           | -           | 1                     | 0                     | -                              | -                              | -                              | 1     | 0     |
| Sous-total            | Sous-total            | Sous-total            | 191         | 7           | 7                     | 0                     | -                              | -                              | -                              | 198   | 7     |
| 2017-2018             | Baník Ostrava         | D1                    | 22          | 1           | 3                     | 0                     | -                              | -                              | -                              | 25    | 1     |
| 2018-2019             | Baník Ostrava         | D1                    | 27          | 1           | 3                     | 1                     | -                              | -                              | -                              | 30    | 2     |
| 2019-2020             | Baník Ostrava         | D1                    | 1           | 0           | -                     | -                     | -                              | -                              | -                              | 1     | 0     |
| Sous-total            | Sous-total            | Sous-total            | 50          | 2           | 6                     | 1                     | -                              | -                              | -                              | 56    | 3     |
| 2019-2020             | FK Příbram            | D1                    | 12          | 0           | -                     | -                     | -                              | -                              | -                              | 12    | 0     |
| Sous-total            | Sous-total            | Sous-total            | 12          | 0           | -                     | -                     | -                              | -                              | -                              | 12    | 0     |
| Total sur la carrière | Total sur la carrière | Total sur la carrière | 253         | 9           | 13                    | 1                     | -                              | -                              | -                              | 266   | 10    |